# Cupha oderca
Cupha oderca är en fjärilsart som beskrevs av Hans Fruhstorfer 1912. Cupha oderca ingår i släktet Cupha och familjen praktfjärilar. Inga underarter finns listade i Catalogue of Life.